# Giọt máu vô hình
Giọt máu vô hình là một bộ phim truyền hình được thực hiện bởi Hãng phim SCTV do Nhâm Minh Hiền làm đạo diễn. Phim phát sóng vào lúc 19h45 hằng ngày bắt đầu từ ngày 26 tháng 8 năm 2020 và kết thúc vào ngày 24 tháng 9 năm 2020 trên kênh SCTV14.

## Nội dung
Giọt máu vô hình xoay quanh câu chuyện tình tay ba đầy oan nghiệt giữa Phi Yến (Hoài An) - Khải Hoàng (Trung Dũng) và bác sĩ Minh Nghĩa (Quang Thảo). Vốn là ba người bạn thân thiết nhưng bác sĩ Minh Nghĩa lại một lòng dành tình cảm cho Phi Yến từ khi còn trẻ đến cả khi đã trở thành vợ của người bạn thân Khải Hoàng. Một thời gian sau, Phi Yến phát hiện chồng bị vô sinh, còn liên tục bị mẹ chồng đay nghiến, gây sức ép về chuyện con cái. Trước áp lực gìn giữ hạnh phúc gia đình, cũng không muốn chồng phải lo lắng, Phi Yến quyết định thụ tinh nhân tạo. Nhưng không ai biết, bác sĩ Minh Nghĩa đã bí mật làm một cuộc tráo đổi...

## Diễn viên

### Diễn viên chính
- Lê Nguyên Bảo trong vai Nhật Hạ/Thanh Tú
- Quang Thảo trong vai Ông Minh Nghĩa
- Trung Dũng trong vai  Ông Khải Hoàng
- Hoài An trong vai Bà Phi Yến

### Diễn viên phụ
- Hồ Bích Trâm trong vai Uyên Thơ
- Hữu Châu trong vai Ông Tư Đờn
- Huy Cường trong vai Trung Kiên
- Đào Vân Anh trong vai Liên Chi
- Phúc An trong vai Mỹ Ngọc
- Thủy Phạm trong vai Thanh
- Lê Hiền trong vai Mỹ Hòa
- Hồng Thắm trong vai Bà Trâm
- Hoàng Thanh trong vai Luật sư Phúc
- Hạnh Thúy trong vai Bà Năm Hiền
- Phương Dung trong vai Bà Liên Hoa
- Xuân Văn trong vai Phi Yến (lúc trẻ)
- Lê Bửu Đa trong vai Khải Hoàng (lúc trẻ)
- Thành Khôn trong vai Minh Nghĩa (lúc trẻ)
- Minh Đăng trong vai Trung Kiên (lúc trẻ)
- Châu Thiên Kim trong vai Liên Chi (lúc trẻ)

Cùng một số diễn viên khác....

## Ca khúc trong phim
Bài hát trong phim là ca khúc "Chỉ cần một niềm tin" do Minh Đăng sáng tác và Nhật Thanh thể hiện.

## Giải thưởng
| Năm  | Giải thưởng                                | Hạng mục                           | (Người) đề cử | Kết quả   | Tham khảo   |
| ---- | ------------------------------------------ | ---------------------------------- | ------------- | --------- | ----------- |
| 2020 | Liên hoan truyền hình toàn quốc lần thứ 40 | Phim truyền hình                   | —             | Bằng khen | [ 3 ] [ 4 ] |
| 2021 | Hội Điện ảnh Thành phố Hồ Chí Minh         | Phim truyện truyền hình xuất sắc   | —             | Giải B    | [ 5 ]       |
| 2021 | Hội Điện ảnh Thành phố Hồ Chí Minh         | Nam diễn viên truyền hình xuất sắc | Quang Thảo    | Đoạt giải | [ 6 ]       |